# Schwyz
Schwyz (dříve také Schwiz, francouzsky Schwytz, italsky Svitto, rétorománsky Sviz) je město ve Švýcarsku a zároveň hlavní město kantonu Schwyz. Žije zde přibližně 15 tisíc obyvatel a je sídlem stejnojmenného okresu.

## Název
Protože název obce Schwyz, poprvé doložený v roce 924/960 jako Suuites, nelze vysvětlit na alemanském, ani románském základě, musí pocházet z předřímské doby. Jistý výklad však dosud neexistuje. Nejpravděpodobnější je odvození z indoevropského kořene *sueid- „zářit, třpytit se“ nebo *sweit- „pálit, hořet“, což by z místního jména Schwyz činilo buď jméno vodní plochy s významem „jasně zářící“, nebo předlatinské jméno mýtiny, které by se dalo vykládat jako „mýtina“ nebo „lomoz“.
Místní jméno Schwyz se brzy začalo používat pro celý kanton; Schwyz hrál v počátcích stále ještě volného konfederačního spojenectví tak aktivní roli, že agresivně-expanzivní zahraniční politika představitelů Schwyzu dala Švýcarsku jeho dnešní název: již ve 14. století kronikáři ve Svaté říši římské označovali konfederační spojence souhrnně jako Schwyzer nebo také Schweizer (Švýcary).

## Geografie
Náměstí ve Schwyzu leží v nadmořské výšce 516 metrů na jižním svahu na úpatí hory Mythen mezi jezerem Lauerzersee a Lucernským jezerem. Jižní částí katastru obce protéká řeka Muota.
Obec Schwyz se skládá z místních částí Schwyz, Rickenbach, Ibach a Seewen. Samotná obec Schwyz je také známá jako Flecken Schwyz, protože měla historicky právo trhu, ale ne status města. Samy obecní orgány Schwyzu označení „město“ nepoužívají. Zbývající tři místní části se označují také jako Filialen (volně lze přeložit jako „pobočky“), tj. Ibach, Seewen a Rickenbach. Přestože se dnes tato sídla stavebně srostla, žijí vlastním vesnickým životem a mají také své vlastní kostely a znaky. Existují také vesnice, z nichž každá je přiřazena k jedné z „poboček“: Auf Iberg, Haggenegg, Hesisbol, Holzegg, Oberschönenbuch, Perfiden, Ried-Haggen a Tschütschi.

## Historie

### Nejstarší historie

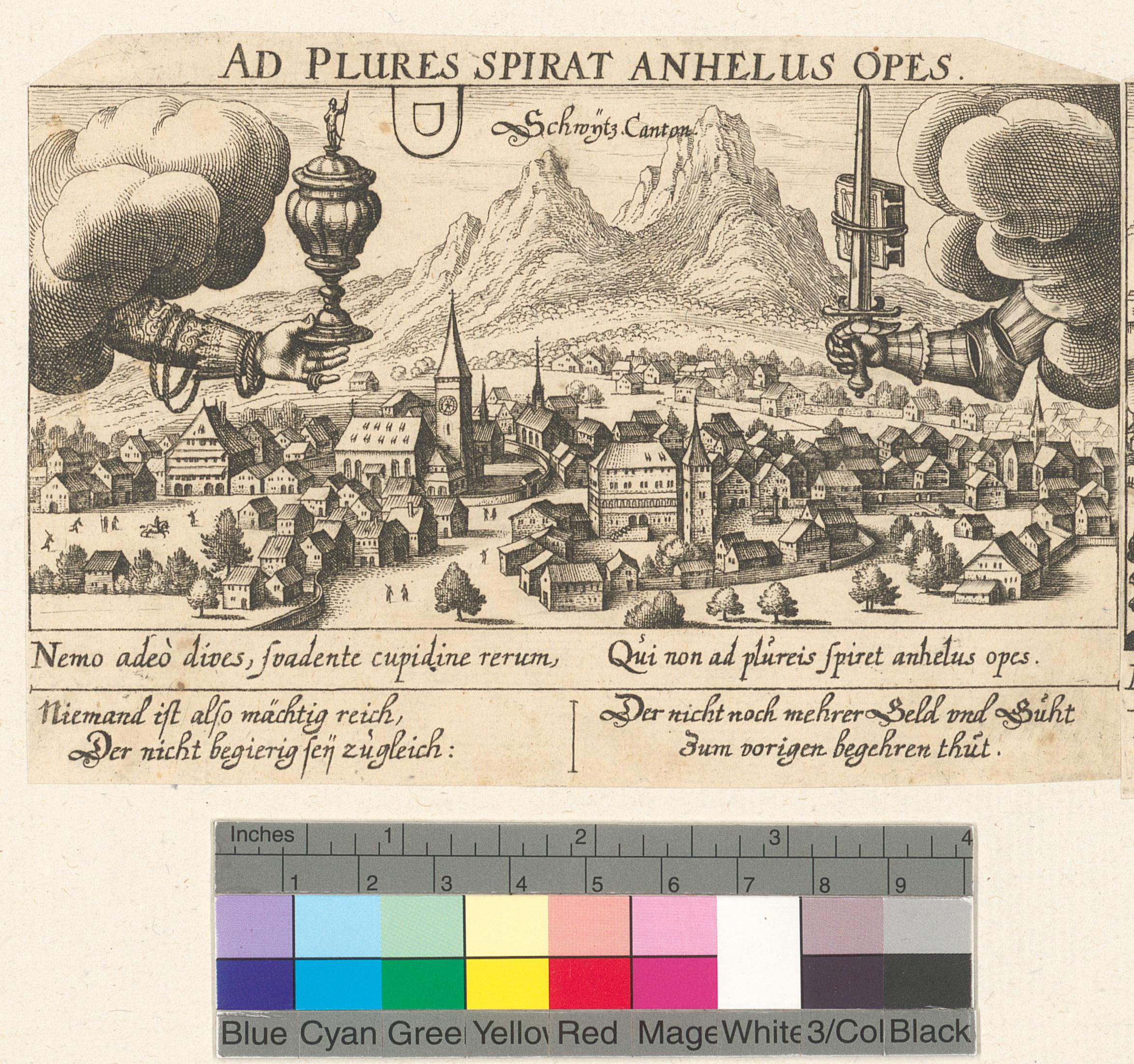
Schwyz počátkem 17. století

Z předalemanského období jsou z oblasti Schwyzu známy pouze roztroušené nálezy a jednotlivé římské mince, z nichž nelze vyvozovat žádné závěry o podmínkách osídlení. Nálezy z pohřebiště v areálu farního kostela a stavba prvního kostela v první polovině 8. století dokládají, že trvalé osídlení Alamanů začalo kolem roku 700. V roce 1880 se zde nacházelo pohřebiště, na kterém se pohřbívalo. Již první kostel byl zasvěcen svatému Martinovi, který se následně stal patronem regionu. Jméno tohoto patrona poukazuje na spojení s franskou císařskou kulturou a naznačuje, že kostel patřil šlechtě.

Letecký pohled (1963)

S výjimkou obce Arth zahrnovala farnost Schwyz původně celé území dnešního okresu Schwyz. Po roce 1200 se od ní oddělily obce Steinen (před rokem 1281), Muotathal (před rokem 1281), Morschach (1302), Oberiberg (1481), Lauerz (po roce 1600) a Ingenbohl (1618). Kolaturní práva držela hrabata z Lenzburgu, poté Habsburkové. V roce 1433 udělil císař Zikmund švýcarskému lidu privilegium jmenovat duchovní ve všech farních kostelech v zemi, včetně Schwyzu. Archeologický průzkum při obnově farního kostela v letech 1965–1966 odhalil pět předchozích staveb na stejném místě. Po prvním kostele z 8. století následoval kolem roku 1000 druhý otonský kostel, který byl pravděpodobně zničen zemětřesením v roce 1117. Třetí kostel, románská stavba, byl vysvěcen v roce 1121. Po něm následoval v 15. století mnohem větší čtvrtý kostel, který padl za oběť požáru vesnice v roce 1642. Pátý, raně barokní kostel byl kvůli vážným stavebním závadám nahrazen současným pozdně barokním kostelem, vysvěceným v roce 1774.

### Středověk a novověk

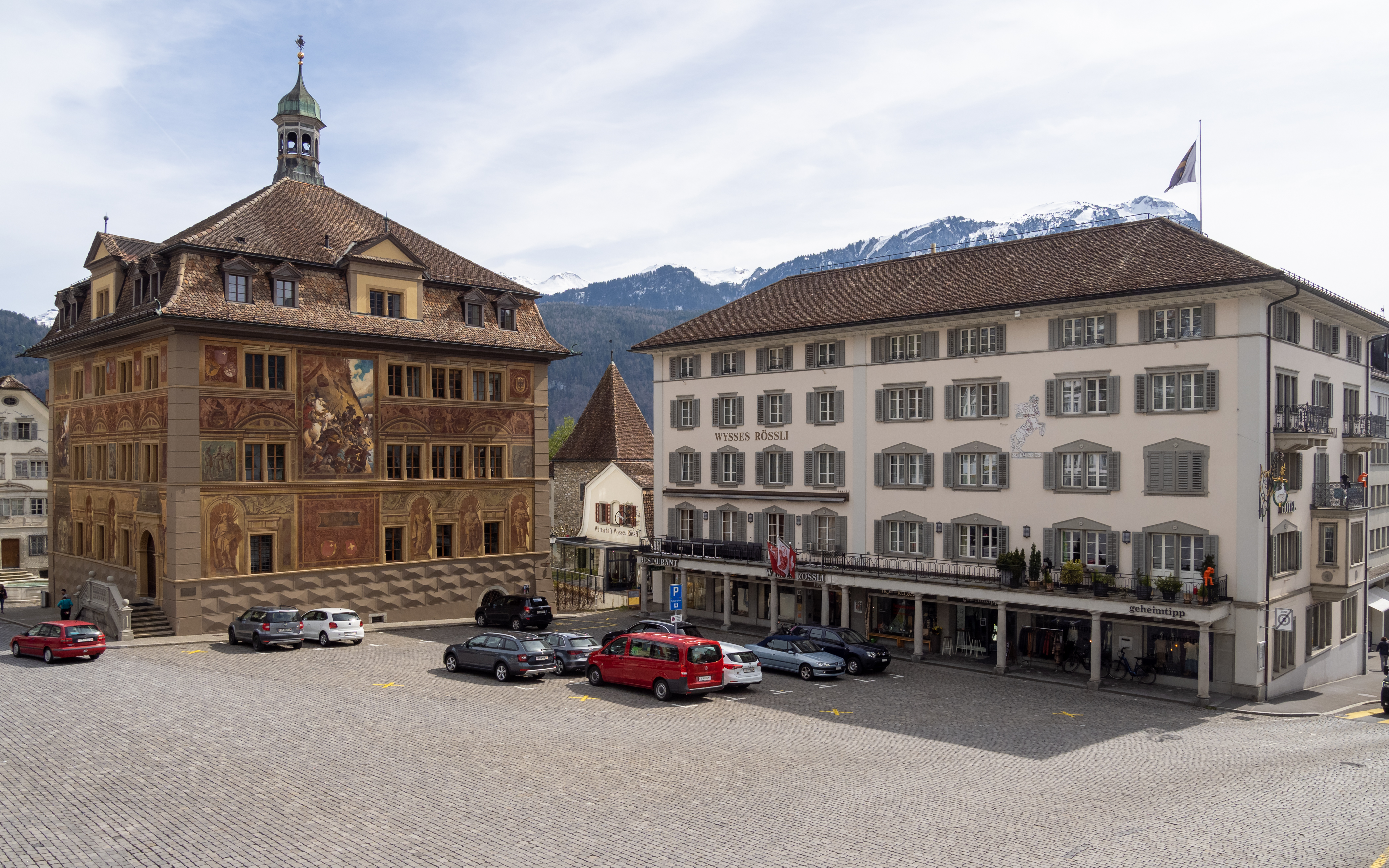
Centrum Schwyzu s radnicí (vlevo)

Podle vyobrazení v kronice Johannese Stumpfa z roku 1548, která je nejstarším dochovaným spolehlivým vyobrazením centra Schwyzu, charakterizovaly tehdejší podobu města náves, kostel se hřbitovem, radnice, hostinec, archivní věž a několik domů volně seskupených kolem centra - pravděpodobně ještě většinou dřevěných. Kolem roku 1500 se Schwyz příležitostně označoval jako Kilchgassen, pravděpodobně pro odlišení od země Schwyz; toto toponymum, které označovalo vesnici kolem farního kostela bez poddanských území, se později přestalo používat. Požár v roce 1642, který zničil 47 budov v centru obce, umožnil nově upravit centrum osídlení. K tomu přispělo větší a reprezentativnější hlavní náměstí, do něhož ústí všechny hlavní ulice, nový kostel a nová radnice a také městské domy postavené v pevné konstrukci a uspořádané v městském stylu. Jednotný půdorys zdůraznil strukturu sídla s jasným středem a okolními předměstími. Dalším architektonickým rysem Schwyzu je prstenec asi 30 reprezentativních dvorů obklopujících centrum obce.
V květnu 1798 se Schwyz stal hlavním městem kantonu Waldstätten v rámci nově ustanovené Helvétské republiky. Vzhledem k odmítavému postoji obyvatelstva k francouzské nadvládě učinili noví vládci v květnu 1799 po ozbrojeném konfliktu hlavním městem Zug. Schwyz zůstal centrem stejnojmenného okresu, který byl z městečka spravován. Město těžce utrpělo boji mezi francouzskou armádou a císařskými vojsky a emigrantskými sbory v polovině srpna 1799 (koaliční války). Od roku 1803 Schwyz opět fungoval jako hlavní město kantonu. Byly obnoveny dřívější správní struktury, ale postupně vznikla struktura podobná moderní obci. Zápisy církevní rady z roku 1814 se dochovaly v archivu města Schwyz; teprve od roku 1847 jsou vedeny jako zápisy obecní rady. Kvůli kantonální politice byl Schwyz v letech 1833 a 1847 po prohrané válce se Sonderbundem obsazen spolkovými vojsky. Snahy o přenesení některých funkcí hlavního města (sídlo kantonálního parlamentu) v prvním návrhu ústavy z roku 1848 v referendu neuspěly. Schwyz zůstal nesporným hlavním městem kantonu a centrem okresu.

### Nejnovější historie
Telegrafní spojení bylo do obce zřízeno v roce 1857, telefonní spojení v roce 1893; elektrárna Wernisberg Schwyzské elektrárenské společnosti byla otevřena v roce 1897. Okresní elektrárna Schwyz byla založena v roce 1952 a v roce 1957 převzala elektrárnu Wernisberg. Plynárna zahájila provoz v roce 1911. Výstavba moderního vodovodu začala po roce 1891. Od roku 2009 dodává společnost Agro Energie AG dálkové teplo do veřejných i soukromých budov v údolní kotlině pomocí teplárny na bioplyn a dřevní štěpku.
Schwyz byl opakovaně ohrožován přírodními katastrofami. Ty byly v letech 1923–1990 zažehnány odvodněním a výsadbou ochranného lesa nad Schwyzem směrem na Mythen nákladem 4,1 milionu švýcarských franků a po roce 1990 dalším nákladem 1,7 milionu švýcarských franků. Po ničivých povodních v roce 1910 byla přehrazena řeka Muota, později následovalo přehrazení potoků Tobel a Nietenbach.

## Obyvatelstvo
| Rok            | 1850 | 1900 | 1950   | 1960   | 1970   | 1980   | 1990   | 2000   | 2010   |
| Počet obyvatel | 5432 | 7398 | 10 259 | 11 007 | 12 194 | 12 100 | 12 723 | 13 763 | 14 423 |

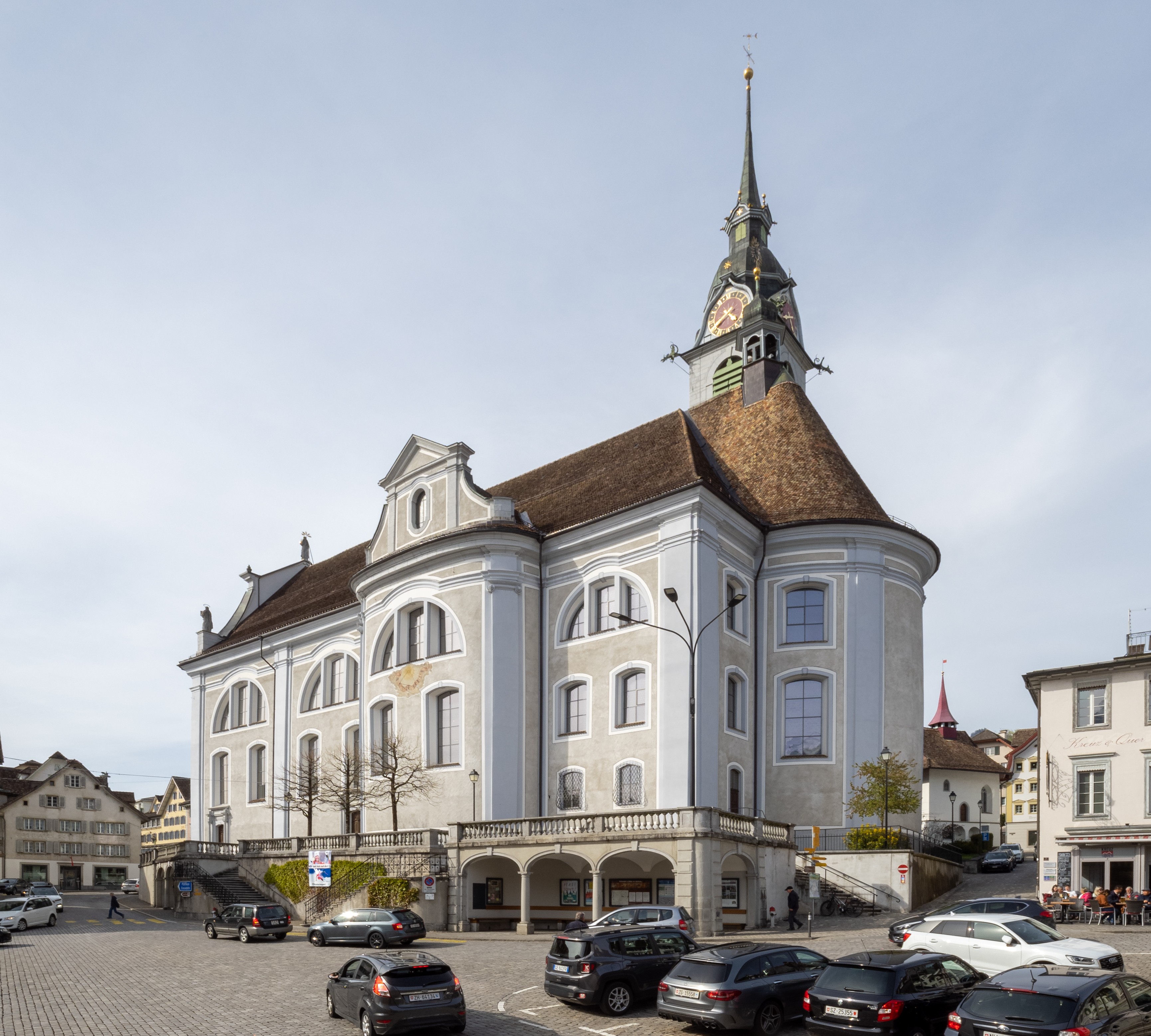
Katolický kostel sv. Martina

Růst počtu obyvatel byl v 19. století pomalý, Schwyz zaostával za ostatními obcemi. K oživení došlo v 70. a 80. letech 19. století v souvislosti s výstavbou a zprovozněním Gotthardské dráhy. V roce 1950 počet obyvatel Schwyzu překročil hranici města (10 000 obyvatel). Mezi lety 1850 a 1950 vzrostl podíl Schwyzu na obyvatelstvu celého kantonu na 14,4 %, poté do roku 2009 klesl zpět na 9,8 %, což svědčí o velkém hospodářském a populačním růstu mimo kotlinu schwyzského údolí. Od roku 2004 patří pozice nejlidnatější obce kantonu Schwyz obci Freienbach.
Schwyz je tradičně katolický kanton, většina obyvatel se tak hlásí k římskokatolické církvi (70 %) a pouze 6 % k protestantské reformované církvi (stav v roce 2019).
Údaje o dalších náboženských společenstvích ve Schwyzu byly naposledy zjišťovány při sčítání lidu v roce 2000. Tehdy se 3 % obyvatel hlásila k jinému křesťanskému vyznání (ani ke katolickému, ani k evangelicko-reformovanému), 4 % k muslimskému a 1 % k jinému náboženství. K jinému vyznání se hlásila 3 % a další 3 % své vyznání neuvedla.

## Hospodářství
Velký význam měl v kantonu dříve textilní průmysl, který však postupně téměř zanikl; jeho zbytky se soustřeďují v okolí Schwyzu. 
Nejznámějším, celosvětově proslulým výrobkem Schwyzu je švýcarský armádní nůž, který vyrábí firma Victorinox v Ibachu na předměstí Schwyzu. Hospodářský význam má také nákupní centrum Mythen Center a společnost Max Felchlin AG, výrobce švýcarské čokolády a dalších cukrářských výrobků, který rovněž sídlí v Ibachu od roku 1908.

## Doprava

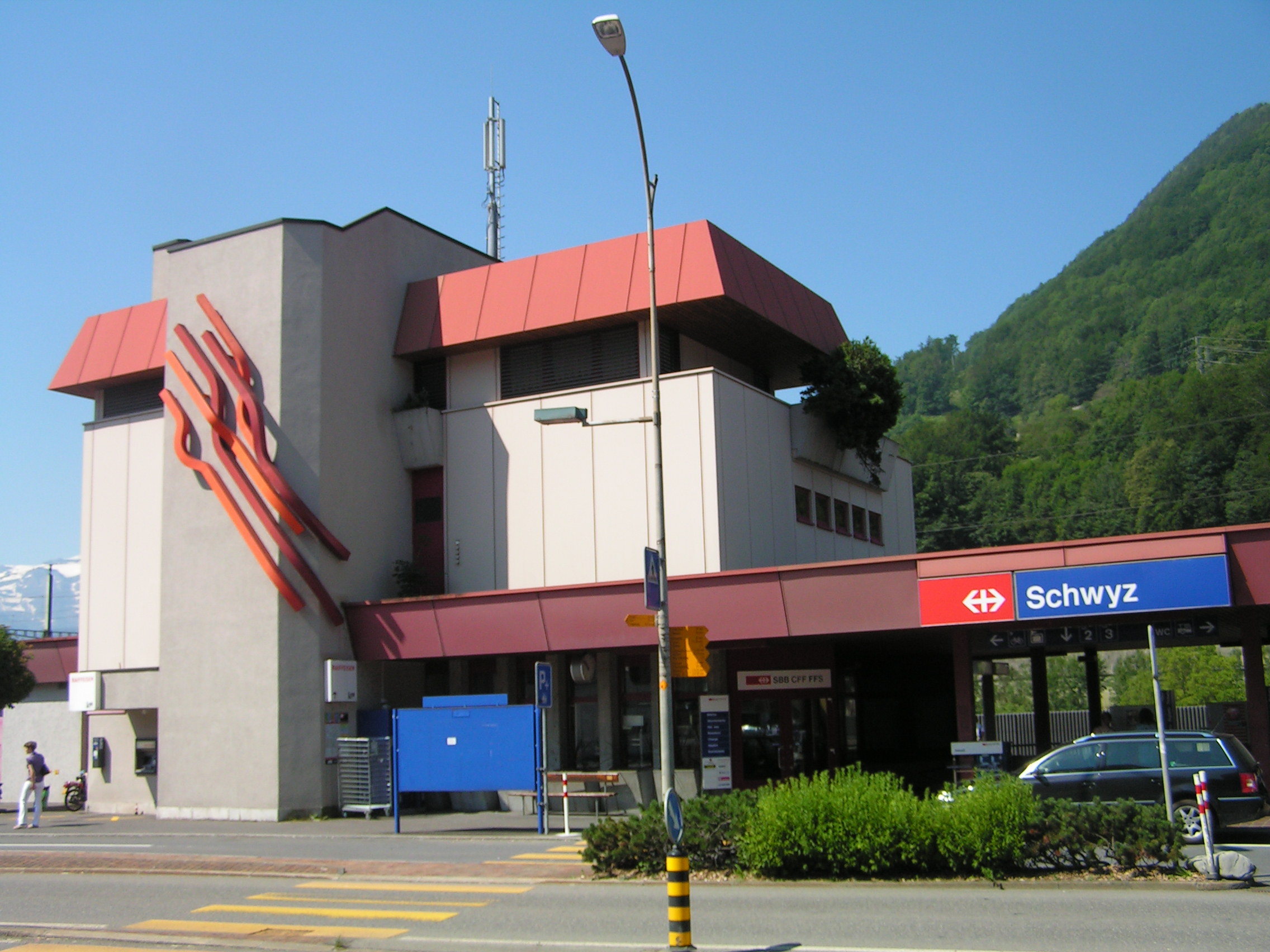
Vlakové nádraží Schwyz

Nádraží Schwyz se nachází asi 2 km od obce Schwyz v části Seewen na Gotthardské dráze. V původních plánech společnosti SOB, ve kterých měla trať končit namísto v Arth-Goldau v Brunnenu, mělo být nádraží v centru obce.
Od 6. října 1900 do 14. prosince 1963 spojovala nádraží s centrem města tramvaj. 8. května 1915 byl otevřen další úsek Schwyz–Brunnen. Tramvaje byly nahrazeny autobusy společnosti Auto AG Schwyz, která provozuje v kantonech Schwyz a Lucern 12 autobusových linek.
Lanovka Schwyz–Stoos jezdí od roku 1933 ze Schlattli do Stoosu na jihovýchodě obce. V prosinci 2017 ji nahradila nová lanová dráha Schwyz–Stoos, druhá nejstrmější lanová dráha na světě.

## Osobnosti
- Martin Marty (1834-1896), misionář a evangelizátor
- Anton Marty (1847–1914), filozof
- Karl Elsener (1860–1918), podnikatel a zakladatel firmy Victorinox
- Xavier Koller (* 1944), režisér
- Stefan Reichmuth (* 1994), zápasník
- Corinne Suterová (* 1994), alpská lyžařka